# HUNGRY DAYS
HUNGRY DAYS는 일본의 오사카부 출신인 남자 록 밴드이다.

## 개략
2003년 "틴즈 뮤직 페스티블"(TEENS' MUSIC FESTIVAL)에 출장하여 "틴즈 대상"을 수상했다. 대상 수상곡이던 "明日に向かって"(내일로 향해)로 2004년에 메이저 데뷔했다. 더구나 영화 "ビートキッズ"(비트 키즈)의 오디션에 합격하여 출연했다. 하지만 2006년 봄에 해산했다.

## 멤버
- 이치미치 노부요시(市道 信義, 1987년 2월 14일 - ) : 보컬, 기타
- 다나카 고헤이(田中 康平, 1986년 12월 26일 - ) : 기타
- 후루카와 히로키(古河 弘基, 1986년 10월 7일 - ) : 베이스 기타
- 모리구치 다카히로(森口 貴大, 1986년 8월 14일 - ) : 드럼

## 서적
- 俺たちがHUNGRY DAYS!! (우리들이 헝그리 데이즈!!) - 2005년 7월 28일 발매